# Podostena bottimeri
Podostena bottimeri är en skalbaggsart som beskrevs av Henry Fuller Howden 1958. Podostena bottimeri ingår i släktet Podostena och familjen Melolonthidae. Inga underarter finns listade i Catalogue of Life.